# 帷子川
帷子川（かたびらがわ）は、神奈川県横浜市を流れる二級河川。工業用水三級。

## 地理
帷子川本流の全域が神奈川県横浜市内を流れている。旭区若葉台団地に隣接し国道16号との間に挟まれた上川井町の警察犬訓練施設脇の畑と産業廃棄物埋め立て地に源を発し、源流から程ない場所に二重構造の人工河川として「上川井町小川アメニティ」が整備されている。ここに湧き水のように見える排出口の開いた穴のついた岩があるが、これは人工河川用の揚水ポンプであり、自然の源泉ではない。その側にコンクリートで河岸の固められた細い本流があり、それを遡ると源泉にたどり着く。
保土ケ谷区を南東に流れ、横浜駅東口を取りかこむように流れ、万里橋（北緯35度27分47.8秒 東経139度37分21.3秒 / 北緯35.463278度 東経139.622583度座標: 北緯35度27分47.8秒 東経139度37分21.3秒 / 北緯35.463278度 東経139.622583度）のすぐ下流、西区のみなとみらい地区と神奈川区のポートサイド地区にまたがる場所で横浜港に注ぐ。
現在の河口周辺の埋め立て以前の河口は平沼橋駅あたりであった。

## 治水
もともとは蛇行の激しい暴れ川で水害の多い川であったが、大戦以前は耕地の灌漑等を目的に利用されており、治水事業としては本格的な改修は行われていなかったが、水害を契機に、
川の直線化や護岸工事など大規模な改修が進められ、西谷から横浜駅付近に流す約7.5kmにわたる地下分水路や、鶴ヶ峰駅付近の帷子川親水緑道などの親水公園、川辺公園などが造られた。

## 流域の自治体
神奈川県
- 横浜市
  - 旭区、保土ケ谷区、西区

## 歴史

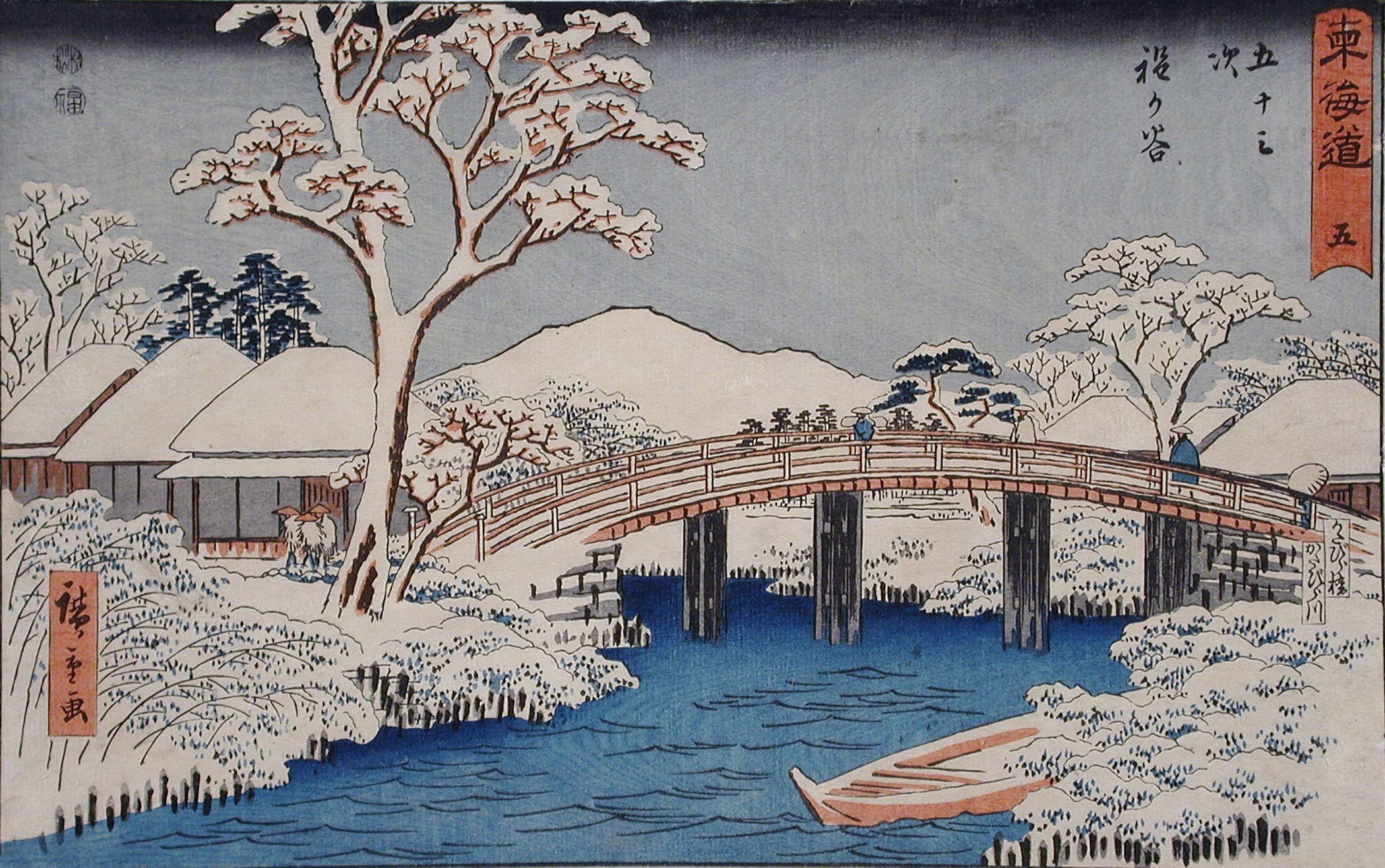
帷子川と帷子橋を描いた浮世絵。歌川広重作

- 平安時代：袖ヶ浦と呼ばれた入り海が、現在の横浜市保土ケ谷区東端部まで湾入しており、現天王町付近の河口は帷子湊（かたひらみなと）と呼ばれ、橘樹神社付近は「かたひらの宿」「かたひらの里」として栄えた。
- 江戸時代：河口に河岸・船着き場があり、薪炭などの物流の地として栄えた[11]。
- 1707年（宝永4年）：富士山の大噴火による降灰で川筋が埋まり[要出典]、河口も下流へ移動[要出典]。
- 1732年（享保16年）：このころ川幅と河身の改修工事が行われたとの記録もある[12]。
- 1833年（天保4年）～1850年（嘉永3年）：岡野新田が開発される[13]。
- 1839年（天保10年）～1867年（文久3年）：平沼新田の開発[13]によって、河口が現在の平沼橋のあたりとなる。
- 1858年（安政5年）：日米修好通商条約調印による神奈川（横浜）開港にあわせ、東海道と横浜港をつなぐため、芝生村（現在の浅間町交差点付近）と横浜村（現在の関内付近）の間に横浜道を開き、岡野新田と平沼新田の海岸側に新田間橋、平沼橋（現・元平沼橋）、石崎橋（現・敷島橋）を架けた[14]。
- 明治時代：絹のスカーフの輸出増大を受けて、染色・捺染工場が集まる[15]。八王子からの「絹の道」が通り、天王町が栄えた[16]。

帷子河口付近の様子を示す当時の地図(1881年) 河口の築堤が見て取れる

- 1870年（明治3年）：日本初の鉄道路線が着工し、路線を敷設するため当時の帷子川河口の沖合が築堤で埋め立てられる。
- 1923年（大正12年）9月 関東大震災後：国の復興事業として改修工事が行われる[17]。
- 1958年（昭和33年）：台風22号（狩野川台風）による水害、堤防が決壊して数万戸が浸水[18]
- 1965年（昭和40年）： 河口から下川橋の区間が二級河川に指定[17]
- 1970年度（昭和45年度）：都市基盤河川改修事業による改修工事が行われる[8]。
- 1971年度（昭和46年）：二級河川区間を上流の大貫橋まで延伸、支川の中堀川及び今井川を二級河川に指定[17]
- 1982年度（昭和56年度）〜1996年度（平成8年度）：地下トンネルと帷子川分水路が整備される[8]。
- 2004年（平成16年）10月：台風22号により、横浜駅西口付近で9日18時ごろ帷子川の水があふれ[19]、ホテルの地下駐車場や飲食店街地下部分が浸水した[20]。

## 名称の由来
現在の横浜市保土ケ谷区天王町一帯は片方が山で、片方が田畑であったため、かつては「かたひら」と呼ばれていた。その地を流れていたので「かたびらかわ」と呼ぶようになったともされているが、名称の由来については諸説ある。

## 神奈川の名称の由来説
神奈川の地名の由来は、帷子川（かたびらがわ）へ関東ローム層のなかの酸化した鉄分が流れだし 川をあかがね色に染めるからだといい「金川」と書くこともあるとする説もある。
神奈川の名称は文永三年（一二六六）五月の鶴岡八幡宮文書に「神奈河郷」として史上にあらわれる。神奈河郷は東京湾に注ぐ帷子川の河口を中心に数十村で形成する湊の郷村であった。江戸時代には四〇カ村を含む地域名“神奈川”となり、東海道にそった集落が神奈川宿と定められ、水陸交通の要地となった。
明治元年（一八六八）九月、明治政府は神奈川宿を中心に方一〇里の土地を管轄していた神奈川府を神奈川県と改称した。
これが県名神奈川のはじまりだが、管下の土地は旧幕領であったため分散していた。
明治五年二月、神奈川県は西は相模川、東は多摩川、北は多摩郡の地域を管下におさめ、 同九年五月伊豆国をのぞく足柄県を合併、同二十六年四月の三多摩分離まで最大の県域であった。（「神奈川県の歴史」 旧版より引用）

## 並行する交通

### 鉄道
- 相模鉄道本線（鶴ヶ峰駅〜横浜駅間）

### 道路
- 国道16号 八王子街道

## 主な橋
- 水道橋（西区南浅間町）
- 水道橋（旭区鶴ヶ峰）
- 帷子橋
- 五反田反田橋
- 明神橋（旭区川井本町）
- 徒橋（旭区上川井町）

など

## 川沿いの施設
公園・散歩道・その他スポット
- 上川井町小川アメニティ - 最上流の若葉台団地に隣接する散歩道。
- 今川公園 - 上流の帷子川支流（横浜市旭区今川町[21]）にある公園。
- 帷子川親水緑道 - 相模鉄道鶴ヶ峰駅（鶴ヶ峰は水流（つる）の所にある山の意）の北東側にある旧河川敷を利用した緑道。1988年（昭和63年）度完成[22]。園内は池・庭園ゾーン、せせらぎゾーン、広場ゾーンの三つのエリアからなる[10]。中堀川合流点には鶴舞橋（約600m）が架かる。河川改修により生じた旧川道を親水公園とする事例は各地にみられるが、横浜市:帷子川流域-川の姿と私達の遊び場（1992）によると、この河川は河床に低水路を造った事例でもあり、川幅30m、河床勾配300から800分の一になる河川は低水路に河原、瀬·淵、蛇行等を造り上げている[23]。帷子川は旭区の中心部で私鉄駅の近くの鉄道敷に沿った位置にありながら、 自然河川の溪谷的雰囲気を残した好事例とされこの公園の一部は庭園的に整備されているが、その他は湧水等も残し、川遊びのできる、また、バードサンクチュアリーの観察窓もある極めて自然的な環境の公園としている。その改修にあたっては、残された自然を活かしながら工事を進めるため、流域の小学校の学童に呼び掛け、現在の遊び場や希望を地図や絵にしてもらって参考にしているという。最初の工事区間700mでは河道中央部を30cmほど掘り下げ両側に同程度を盛り上げ、低水は直線としている。この上流500mほどは低水路を蛇行させ中洲等が造られたが、下流より盛土の流出が多いとのことであり、また、大きな石を据えた景観的にはやや異質になっているこのような低水路の計画では、改修前の流況をトレースすることが重要といわれ、蛇行ピッチは緩やかなほうが成功するようで、設計で横断面等を指示するのは複雑過ぎて無理があるとの経験者の意見があるほか、水工の応用や落差工の改善等、事例による研究が必要であるという。
- 川辺町公園 - 相模鉄道星川駅付近にある公園。
- はまみらいウォーク - 横浜駅東口方面とみなとみらい地区を結ぶ人道橋。
- ポートサイド公園 - ポートサイド地区南部の帷子川下流域（港湾部）沿いにある公園。
- 高島水際線公園 - みなとみらい中央地区北部の帷子川下流域（港湾部）沿いにある公園。

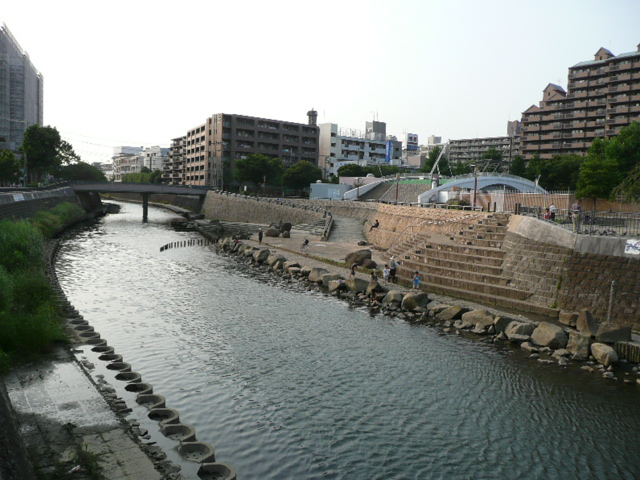
川辺町公園

## 支川・派川
支川
- 二俣川
- 中掘川
- 新井川
- くぬぎ台川
- 市沢川 - 市沢谷戸から陣ヶ下渓谷を形成する。
- 矢指川
- 今井川

派川
- 帷子川分水路 - 上流の旭区白根町付近から分水し、下流の神奈川区で派新田間川に合流する分水路（地下トンネル）。
- 石崎川
- 新田間川
  - 派新田間川（新田間川の派川）
  - 幸川（新田間川下流と帷子川を結ぶ）

## 環境・生物
保土ケ谷区上星川付近には、かつて捺染業が多く存在した。この染色・捺染の染料を流すこと（生地を水に晒す工程）や周辺の生活排水や工場廃水などが増え始め、一時期は汚染が進んだ。
下水道の普及など状況は改善されつつあることや魚の放流などもなされた結果、自然が戻りつつあり、アユ、神奈川県でも珍しいギバチのほかやホトケドジョウ、トウヨシノボリなど横浜市の2011年度の調査では全部で18種類の魚が確認されている。また東日本大震災の復興事業として2013年よりサケの稚魚の放流が行われているが2019年時点では成長したサケが泳ぐ姿は確認されていない。
横浜市環境創造局が発表している水質汚濁及び地盤沈下状況記者発表資料によれば帷子川の水道橋地点における生物化学的酸素要求量（BOD）の数値が1984年をピークに年々低下をみせ、1991年以降は5mg/Lを下回って安定しているなど水質の改善がデータ上でも見られる。
現在では中流域のBOD平均値は1.0まで低下しており、これは神奈川県東部の河川で最も低い数値である。
一方で2012年の環境科学研究所による調査では帷子川河口周辺では有機物や硫化物の濃度が高く、汚濁が進行していることが示され、水産用水基準による底質評価や七都県市底質環境評価では、夏には魚介類や底生生物にとって厳しい生息環境にあると判定された。

## エピソード
- 2002年9月頃から、アザラシの「タマちゃん」が一時居住した（西タマオ：横浜市西区名誉区民）。

## 関連・参考文献
- 『廻国雑記』1486年（文明18年）1487年（文明19年） - 聖護院道興准后（しょうごいんみちおきじゅごう）が東国を回遊したときの記録。解説書に『廻国雑記 旅と歌』（栗原仲道 編 名著出版 2006年1月 ISBN 4-626-01701-0）がある。
- 相鉄瓦版 第119号 2003年（平成15年）7月1日 連載「相鉄沿線時代物語 第16回 星川の巻」
- 斎藤長秋 編「巻之二 天璇之部 帷子川」『江戸名所図会』 一、有朋堂書店、1927年、572,574-575頁。NDLJP:1174130/292。